# 日産自動車栃木工場

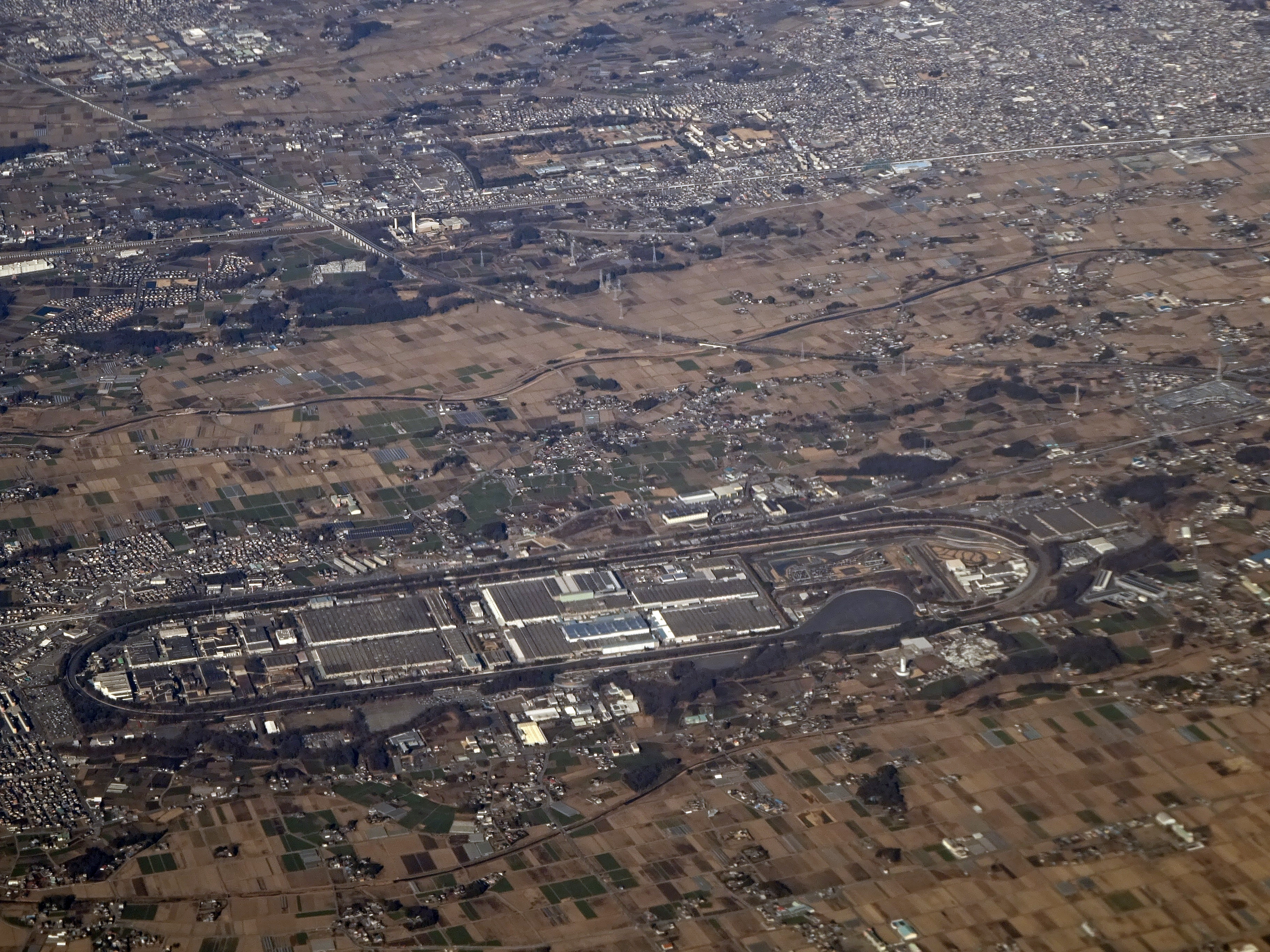
日産自動車栃木工場空撮

日産自動車栃木工場（にっさんじどうしゃとちぎこうじょう）は、栃木県河内郡上三川町上蒲生2500に所在する、日産自動車の工場。
主な生産車種はフェアレディZ、GT-R。2021年からは二次電池式電気自動車のアリアを生産開始した。そのほか、鋳造部品・アルミ部品・車軸部品、アクスル・モーター組立、機械加工も行う。敷地面積は2,922,000m2（テストコース「栃木試験場」含む）。従業員数は約5,300名（2024年10月31日時点）。生産能力は年間約19万3,000台。

## 概要
日産自動車の主力生産工場のひとつであり、主としてインフィニティ ブランドを含めた高価格帯車両を製造しているプラントコードは「M」。
1968年（昭和43年）にアルミホイール・スチールの鋳造をスタートさせ、翌1969年（昭和44年）にはアクスルの機械加工・組立を、そして1971年（昭和46年）の組立工場の完成に伴い、車両の最終組立までを行う一貫生産体制を確立した。また、1999年（平成11年）10月に発表され、翌年4月から実施された日産リバイバルプランの影響で一時期、FF車・FFベースの4WD車も含め、様々な車種が混同製造された。
2001年（平成13年）3月の村山工場の閉鎖に伴い、それまで同工場で生産されていたスカイラインやローレルの生産が栃木工場に移管され、現在ではその流れを汲み、主にFR車ないしはFRベースの4WD車が生産されている。
工場内のテストコース「栃木試験場」には、全長6.5kmの高速耐久テストコースのほか、高速散水路や石畳などのさまざまな環境・条件を想定した各種テストコースを保有する。日産自動車の国内工場としては最大の面積を有し、従業員数も日産自動車の工場で最多である。
工場は内陸部に立地するため、遠隔地や日本国外向けの車両についてはキャリアカーで追浜工場まで運ばれ、同工場の専用埠頭から輸出される。また、2010年（平成22年）からは北関東自動車道水戸方面の開通に伴い、茨城県の茨城港日立港区も輸出港として使用されている。

## 沿革
- 1968年（昭和43年） - 操業開始。アルミホイールと鉄の鋳造を開始。
- 1969年（昭和44年） - アクスル関連の生産・加工開始。
- 1971年（昭和46年） - 車両組み立て工場完成。セドリックとグロリア生産開始。
- 1980年（昭和55年） - レパード/レパードTR-X生産開始。
- 1988年（昭和63年） - シーマ（当時：セドリックシーマ/グロリアシーマ）、ローレル（C33型）生産開始。
- 1989年（平成元年） - インフィニティQ45生産開始。
- 1991年（平成3年） - PM優秀事業場賞特別賞受賞。
- 1996年（平成8年） - デミング賞事業所表彰受賞[2]、ISO9002認証取得（品質保証国際規格）。
- 1997年（平成9年） - ルネッサ生産開始。ISO14001認証取得（環境マネジメント国際規格）。
- 1998年（平成10年） - プレサージュ生産開始。
- 1999年（平成11年）
  - バサラ生産開始。
  - 9月 - 当工場の従業員が同僚とその仲間らによって殺害される栃木リンチ殺人事件が発生。
- 2001年（平成13年） - セレナ、スカイライン、ローレル（C35型）、ステージア生産開始。
- 2004年（平成16年） - フーガ生産開始。
- 2005年（平成17年） - フェアレディZ生産開始。新ゲストホールが完成。JDパワーが初期品質調査高品質工場銅賞を受賞。
- 2007年（平成19年） - GT-R、インフィニティ・EX生産開始。
- 2008年（平成20年） - インフィニティ・FX生産開始。
- 2009年（平成21年） - スカイラインクロスオーバー（インフィニティ・EXの国内向け）生産開始。
- 2012年（平成24年） - シーマ（ハイブリッド）ならびにそのOEMである三菱・ディグニティとフーガのOEMである三菱・プラウディア生産開始。
- 2013年（平成25年） - インフィニティ・Gセダン後継のインフィニティ・Q50（日産・スカイライン）生産開始。
- 2016年（平成28年） - インフィニティ・Q60生産開始。
- 2021年（令和3年） - アリア生産開始[1]。

## 生産車種

### 現行
- フェアレディZ（Z）[1]
- GT-R[1]
- アリア[1]
- リーフ（ZE2）

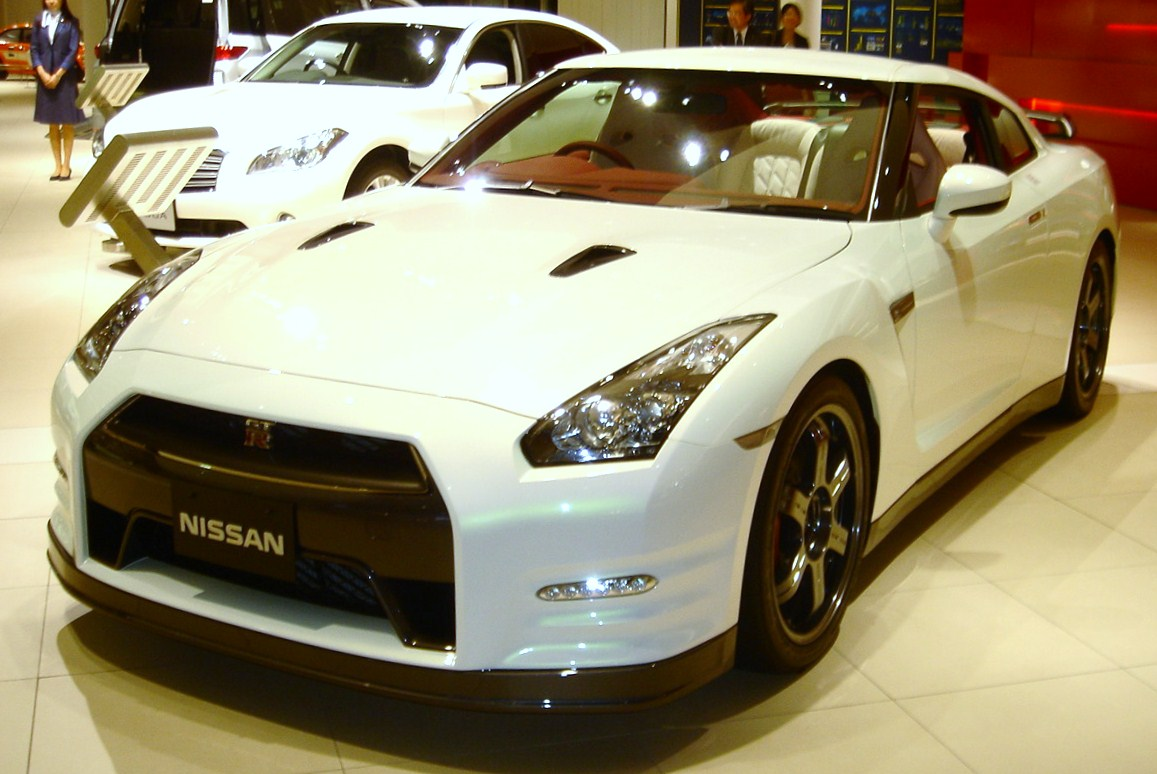
GT-R

- スカイライン/インフィニティ・Q50（V37）
- インフィニティ・Q60（輸出専用）

### 過去
- シーマ（ハイブリッド）
- フーガ
- プレジデント
- インフィニティQ45

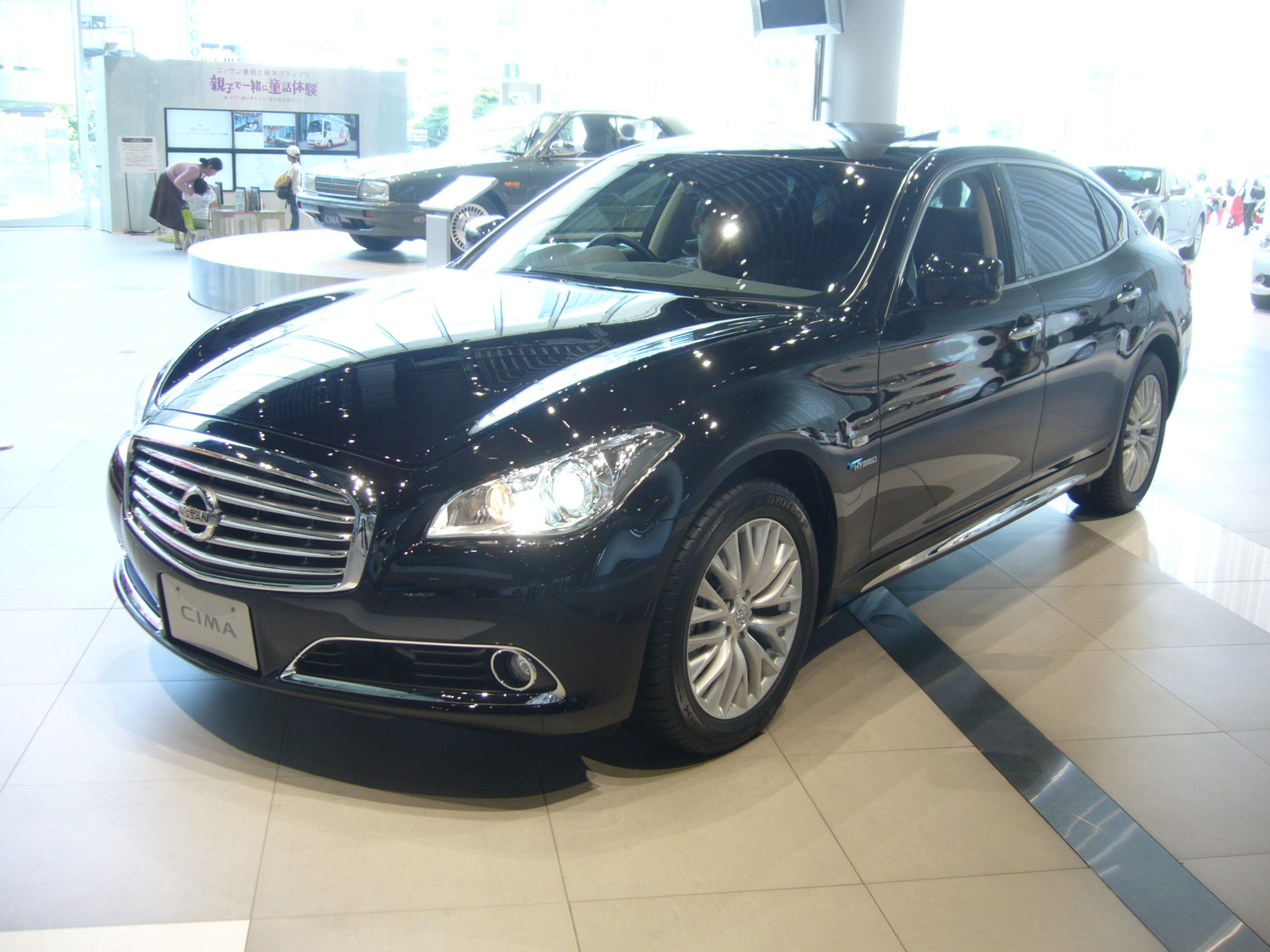
シーマ

- セドリック：230型 - Y34型。Y30型・Y31型以降はハードトップのみで営業車含むセダン系は日産車体へ移管された。
- グロリア：同上。
- レパード：レパードJ.フェリー
- ローレル：C35型中期以降。
- パルサー：パルサーエクサを含む。栃木工場のほか、富士重工でも製造された。
- プレサージュ（U30型）
- バサラ
- ルネッサ
- セレナ（C24型）
- ステージア（M35型）
- スカイラインGT-R（R34型）
- スカイラインクロスオーバー
- 三菱・ディグニティ （BHGY51型）
- 三菱・プラウディア （BY51型）
- フェアレディZ ロードスター
- インフィニティ・EX→QX50（輸出専用、J50型）
- インフィニティ・FX→QX70（輸出専用、S51型 - ）
- インフィニティ・M→Q70

## その他
- 工場見学は社会科見学・一般見学を問わず見学希望日の3か月前から受け付けており、平日（月曜日 - 金曜日）に限り可能。内容的には工場見学のほか、ロビー見学やビデオ上映まで含まれる。
- CO2排出量の低減や資源の有効活用（リサイクル）に積極的である。
- 地域とのふれあいを大切にした手作りの祭り「しらさぎ祭り」や、工場内のテストコースを走れる「NISSANしらさぎマラソン」を開催、「お神輿まつり」などのイベントを通じて、地域住民との交流を図っている。
- 当工場で生産したフェアレディZバージョンニスモのパトロールカー（Z33型）を「栃木県産品」である縁から栃木県警察高速隊に寄贈した。